# Platja de Sant Joan
La platja de Sant Joan és la platja més extensa del municipi d'Alacant (País Valencià), i el barri en què s'inclou. Se situa a uns 7 km del centre de la ciutat, separada del nucli urbà principal per la serra Grossa i el cap de l'Horta. Orientada cap al llevant, antigament formava part del camp de la ciutat, però la forta pressió urbanística arran de la indústria turística ha fet que perda quasi tots els espais verds dels quals disposava, adquirint un fort caràcter de zona residencial.

## Platja
La platja té un total 6.200 metres de sorra fina i una banda sorrenca prop dels cent metres d'amplada. Continua sense interrupció cap al terme del Campello, on hi rep el nom de platja de Mutxavista, encara que el seu nom original és platja de l'Horta. A Alacant pertanyen 2.900 metres de longitud. Tradicionalment ha pertangut al municipi de Sant Joan d'Alacant, fent funcions d'embarcador per a aquest poble, però arran d'un intercanvi de terrenys passà a ser propietat del municipi alacantí.

Localització del barri de la «Platja de Sant Joan» en la ciutat d'Alacant.

## Barri
Al voltant de la platja se situa una zona urbana composta principalment per apartaments de caràcter estacional i turístic (encara que no exclusivament). Limita pel sud amb el Cap de l'Horta, a l'oest amb l'Albufereta, i al nord amb els municipis del Campello i de Sant Joan d'Alacant. L'any 2022, amb els seus 26 725 habitants, és el barri més poblat de la ciutat d'Alacant. Segons el patró municipal d'habitants d'Alacant, l'evolució de la població del barri de la Platja de Sant Joan entre els anys 2000 i 2022 té els següents números:
Unable to compile EasyTimeline input:

Timeline generation failed: More than 10 errors found

Line 65:  bar:2000 at: 5779 textcolor:darkblue fontsize:S text: 5 779 shift:(-12,6)

- Invalid attribute '779' ignored.

```
 Specify attributes as 'name:value' pairs.

```

Line 66:  bar:2001 at: 6614 textcolor:darkblue fontsize:S text: 6 614 shift:(-12,6)

- Invalid attribute '614' ignored.

```
 Specify attributes as 'name:value' pairs.

```

Line 67:  bar:2002 at: 7930 textcolor:darkblue fontsize:S text: 7 930 shift:(-12,6)

- Invalid attribute '930' ignored.

```
 Specify attributes as 'name:value' pairs.

```

Line 68:  bar:2003 at: 9419 textcolor:darkblue fontsize:S text: 9 419 shift:(-12,6)

- Invalid attribute '419' ignored.

```
 Specify attributes as 'name:value' pairs.

```

Line 69:  bar:2004 at: 11083 textcolor:darkblue fontsize:S text: 11 083 shift:(-15,6)

- Invalid attribute '083' ignored.

```
 Specify attributes as 'name:value' pairs.

```

Line 70:  bar:2005 at: 12548 textcolor:darkblue fontsize:S text: 12 548 shift:(-15,6)

- Invalid attribute '548' ignored.

```
 Specify attributes as 'name:value' pairs.

```

Line 71:  bar:2006 at: 13908 textcolor:darkblue fontsize:S text: 13 908 shift:(-15,6)

- Invalid attribute '908' ignored.

```
 Specify attributes as 'name:value' pairs.

```

Line 72:  bar:2007 at: 15343 textcolor:darkblue fontsize:S text: 15 343 shift:(-15,6)

- Invalid attribute '343' ignored.

```
 Specify attributes as 'name:value' pairs.

```

Line 73:  bar:2008 at: 16311 textcolor:darkblue fontsize:S text: 16 311 shift:(-15,6)

- Invalid attribute '311' ignored.

```
 Specify attributes as 'name:value' pairs.

```

Line 74:  bar:2009 at: 17894 textcolor:darkblue fontsize:S text: 17 894 shift:(-15,6)

- Invalid attribute '894' ignored.

```
 Specify attributes as 'name:value' pairs.

```

Line 75:  bar:2010 at: 18788 textcolor:darkblue fontsize:S text: 18 788 shift:(-15,6)

- Invalid attribute '788' ignored.

```
 Specify attributes as 'name:value' pairs.

```

El codi postal del barri és el 03540.
El barri és connectat amb la resta de la ciutat per carretera i a través de serveis de transport públic com les línies 3, 4, 5 i ocasionalment la línia 1 del TRAM Metropolità d'Alacant, així com línies d'autobús.